# Nicolaus Darboven
Nicolaus Darboven (* 8. April 1902; † 11. August 1985) war ein deutscher Unternehmer und persönlich haftender Gesellschafter der Hamburger Kaffeerösterei J. J. Darboven.

## Leben
Darboven gehörte zu den Bewohnern der von den Architekten Hans und Oskar Gerson geplanten privaten Wohnhäusern für wohlhabende hanseatische Kaufleute.
Später führte er das Familienunternehmen J. J. Darboven, gemeinsam mit Albert Darboven, als persönlich haftender Gesellschafter in der vierten Generation. Während seiner Unternehmensführung begann der Rösterei- und Importbetrieb von Kaffee 1963 mit Fernsehwerbung, in der er auch persönlich auftrat.